# Кунг-фу (телесериал, 2021)
«Кунг-фу» (англ. Kung Fu) — американский драматический телесериал, премьера которого состоялась на телеканале «The CW» 7 апреля 2021 года. Шоу было закрыто в мае 2023 года после третьего сезона.

## Сюжет
Студентка Ники оставляет учёбу в колледже и отправляется на поиски себя в уединённый монастырь.

## В ролях
- Оливия Лян — Ники Шэнь
- Джон Прасида — Райан Шэнь
- Шеннон Данг — Алтея Шэнь
- Ци Ма — Цзинь Шэнь
- Кхенг Хуа Тан — Мэй-Ли Шэнь

## Обзор сезонов
| Сезон | Сезон | Эпизоды | Дата показа    | Дата показа  | Рейтинг Нильсона | Рейтинг Нильсона       |
| Сезон | Сезон | Эпизоды | Премьера       | Финал        | Ранк             | Зрители США (миллионы) |
| ----- | ----- | ------- | -------------- | ------------ | ---------------- | ---------------------- |
|       | 1     | 13      | 7 апреля 2021  | 21 июля 2021 | 129              | 1.7                    |
|       | 2     | 13      | 9 марта 2022   | 15 июня 2022 | 124              | 0.93                   |
|       | 3     | 13      | 5 октября 2022 | 8 марта 2023 | 116              | 0.79                   |

## Список эпизодов

### Сезон 1 (2021)
| № общий | № в сезоне | Название                         | Режиссёр            | Автор сценария                  | Дата премьеры  | Произв. код | Зрители в США (млн) |
| --- | ---------- | -------------------------------- | ------------------- | ------------------------------- | -------------- | ----------- | ------------------- |
| 1 | 1          | «Пилот» «Pilot»                  | Ханель М. Кулпеппер | Кристина М. Ким                 | 7 апреля 2021  | T13.22851   | 1.40                |
| Юная женщина азиатского происхождения переживает далеко не лучшее время в собственной жизни. Она решает прервать свою учебу и отправиться в путешествие в Китай. Эта поездка полностью изменит судьбу героини. После долгого времени, проведенного в стенах монастыря, Ники решает вернуться в США. По прибытии в родной город она замечает, что улицы заполнены разного рода преступниками, а её родители попали под влияние мафии. Она решает использовать недавно приобретенные навыки для того, чтобы дать отпор негодяям и преступникам и установить порядок. |            |                                  |                     |                                 |                |             |                     |
| 2 | 2          | «Тишина» «Silence»               | Ханель М. Кулпеппер | Кристина М. Ким & Роберт Беренс | 14 апреля 2021 | T13.22852   | 1.37                |
| Ники понимает, что её пребывание дома приносит совершенно не те плоды, на которые она рассчитывала. После этого она решает обратиться за помощью к Генри. Ей нужно найти одного человека. Цзинь предвкушает возвращение к обычной жизни, которая сулит меньше опасностей. Мэй-ли совершенно не разделяет его бодрый настрой. Ники оказывает поддержку женщине, которая попала в очень неприятную ситуацию, из которой сама бы выбраться не смогла. Помощь нуждающемуся приводит к тому, что сама героиня обретает столь нужную ей в этот час ясность сознания.     |            |                                  |                     |                                 |                |             |                     |
| 3 | 3          | «Терпение» «Patience»            | Джо Менендес        | Ричард Лоу                      | 21 апреля 2021 | T13.22853   | 1.07                |
| 4 | 4          | «Рука» «Hand»                    | Америка Янг         | Кэтрин Борел                    | 28 апреля 2021 | T13.22854   | 1.05                |
| 5 | 5          | «Святилище» «Sanctuary»          | Рэндолл Торн        | А. К. Аллен                     | 5 мая 2021     | T13.22855   | 0.96                |
| 6 | 6          | «Ярость» «Rage»                  | Джо Менендес        | Лиллиэн Ю                       | 12 мая 2021    | T13.22856   | 0.96                |
| 7 | 7          | «Руководство» «Guidance»         | Майкл Гои           | Райан Джонсон & Питер Лалаянис  | 26 мая 2021    | T13.22857   | 0.82                |
| 8 | 8          | «Судьба» «Destiny»               | Дэн Лью             | Мелисса Рандл                   | 2 июня 2021    | T13.22858   | 0.82                |
| 9 | 9          | «Изоляция» «Isolation»           | Неизвестно          | Неизвестно                      | 23 июня 2021   | T13.22859   | 0.84                |
| 10 | 10         | «Выбор» «Choice»                 | Неизвестно          | Неизвестно                      | 30 июня 2021   | T13.22860   | 0.80                |
| 11 | 11         | «Приложение» «Attachment»        | Неизвестно          | Неизвестно                      | 7 июля 2021    | T13.22861   | 0.82                |
| 12 | 12         | «Жертвоприношение» «Sacrifice»   | Неизвестно          | Неизвестно                      | 14 июля 2021   | T13.22862   | 0.76                |
| 13 | 13         | «Трансформация» «Transformation» | Неизвестно          | Неизвестно                      | 21 июля 2021   | T13.22863   | 0.83                |

### Сезон 2 (2022)
| № общий | № в сезоне | Название                                         | Режиссёр             | Автор сценария                                                  | Дата премьеры  | Произв. код | Зрители в США (млн) |
| ------- | ---------- | ------------------------------------------------ | -------------------- | --------------------------------------------------------------- | -------------- | ----------- | ------------------- |
| 14      | 1          | «Год тигра: Часть 1» «Year of the Tiger: Part 1» | Неизвестно           | Неизвестно                                                      | 9 марта 2022   | T13.23351   | 0.63                |
| 15      | 2          | «Год Тигра: Часть 2» «Year of the Tiger: Part 2» | Неизвестно           | Неизвестно                                                      | 16 марта 2022  | T13.23352   | 0.47                |
| 16      | 3          | «Колокол» «The Bell»                             | Неизвестно           | Неизвестно                                                      | 23 марта 2022  | T13.23353   | 0.65                |
| 17      | 4          | «Клементина» «Clementine»                        | Неизвестно           | Неизвестно                                                      | 30 марта 2022  | T13.23354   | 0.57                |
| 18      | 5          | «Воссоединение» «Reunion»                        | Неизвестно           | Неизвестно                                                      | 6 апреля 2022  | T13.23355   | 0.43                |
| 19      | 6          | «Джу Са» «Jyu Sa»                                | Неизвестно           | Неизвестно                                                      | 13 апреля 2022 | T13.23356   | 0.48                |
| 20      | 7          | «Алхимик» «The Alchemist»                        | Ричард Спейт-Младший | Джон Бринг                                                      | 27 апреля 2022 | T13.23357   | 0.58                |
| 21      | 8          | «Раскрытие информации» «Disclosure»              | Джо Менендес         | Телесценарий: Райан Джонсон и Питер Лалайнис Рассказ: Линда Дже | 4 мая 2022     | T13.23358   | 0.48                |
| 22      | 9          | «Анклав» «The Enclave»                           | Рэндолл Торн         | Дэн Ханамура                                                    | 11 мая 2022    | T13.23359   | 0.49                |
| 23      | 10         | «Разрушение» «Destruction»                       | Джефф Чан            | Мелисса Рандл                                                   | 18 мая 2022    | T13.23360   | 0.45                |
| 24      | 11         | «Кровное родство» «Bloodline»                    | Кристин Уиндл        | Майкл Дэй                                                       | 25 мая 2022    | T13.23361   | 0.49                |
| 25      | 12         | «Альянс» «Alliance»                              | Ричард Спейт-Младший | Райан Джонсон и Питер Лалайнис                                  | 8 июня 2022    | T13.23362   | 0.47                |
| 26      | 13         | «Источник» «The Source»                          | Джо Менендес         | Кристина М. Ким и Роберт Бернс                                  | 15 июня 2022   | T13.23363   | 0.42                |

### Сезон 3 (2022—2023)
| № общий | № в сезоне | Название                     | Режиссёр             | Автор сценария                 | Дата премьеры   | Произв. код | Зрители в США (млн) |
| ------- | ---------- | ---------------------------- | -------------------- | ------------------------------ | --------------- | ----------- | ------------------- |
| 27      | 1          | «Шифу» «Shifu»               | Дэвид Гроссман       | Кристина М. Ким и Роберт Бернс | 5 октября 2022  | T13.23951   | 0.40                |
| 28      | 2          | «Риск» «Risk»                | Джоффри Винг Шотц    | Дэн Ханамура                   | 12 октября 2022 | T13.23952   | 0.42                |
| 29      | 3          | «Компас» «The Compass»       | Джо Менендес         | Райан Джонсон и Питер Лалайнис | 19 октября 2022 | T13.23953   | 0.39                |
| 30      | 4          | «Гармония» «Harmony»         | Ричард Спейт-Младший | Ричард Лоу                     | 26 октября 2022 | T13.23954   | 0.45                |
| 31      | 5          | «Урожай» «Harvest»           | Мариэль Вудс         | Мелисса Рандл                  | 2 ноября 2022   | T13.23955   | 0.43                |
| 32      | 6          | «Спасение» «Rescue»          | Кристин Уиндл        | Мэтт Янг                       | 9 ноября 2022   | TBA         | 0.39                |
| 33      | 7          | «Злодеи» «Villains»          | Джо Менендес         | Джон Бринг                     | 16 ноября 2022  | TBA         | 0.36                |
| 34      | 8          | «Предательство» «Betrayal»   | И. Дин Лим           | Майкл Дэй                      | 30 ноября 2022  | TBA         | 0.40                |
| 35      | 9          | «Архитектор» «The Architect» | Лу Даймонд Филлипс   | Хейли К. Голдштейн             | 8 февраля 2023  | TBA         | 0.45                |
| 36      | 10         | «Псевдоним» «Alias»          | Тиффани Франс        | Брайан Энтони                  | 15 февраля 2023 | TBA         | 0.41                |
| 37      | 11         | «Скипетр» «The Scepter»      | Дэвид Гроссман       | Анжела Тревино                 | 22 февраля 2023 | TBA         | 0.36                |
| 38      | 12         | «Потери» «Loss»              | Ричард Спейт-Младший | Райан Джонсон и Питер Лалайнис | 1 марта 2023    | TBA         | 0.41                |
| 39      | 13         | «Начало» «Beginning»         | Джо Менендес         | Кристина М. Ким и Роберт Бернс | 8 марта 2023    | TBA         | 0.40                |

## Производство
3 мая 2021 года телеканал The CW продлил телесериал на второй сезон. Премьера второго сезона состоится 9 марта 2022 года.
Съёмки первого сезона проходили с 16 октября 2020 года по 27 апреля 2021 года на территории Лэнгли, Британская Колумбия. 3 мая 2021 года телесериала был продлен на второй сезон. Премьера второго сезона состоялась 9 марта 2022 года. 22 марта 2022 года телесериал был продлен на третий сезон. Премьера третьего сезона состоялась 5 октября 2022 года. В мае был закрыт после третьего сезона.